# Michael Albert (Schriftsteller)
Michael Albert (* 21. Oktober 1836 in Trappold; † 21. April 1893 in Schäßburg) war ein siebenbürgischer Schriftsteller und Dichter.

## Leben

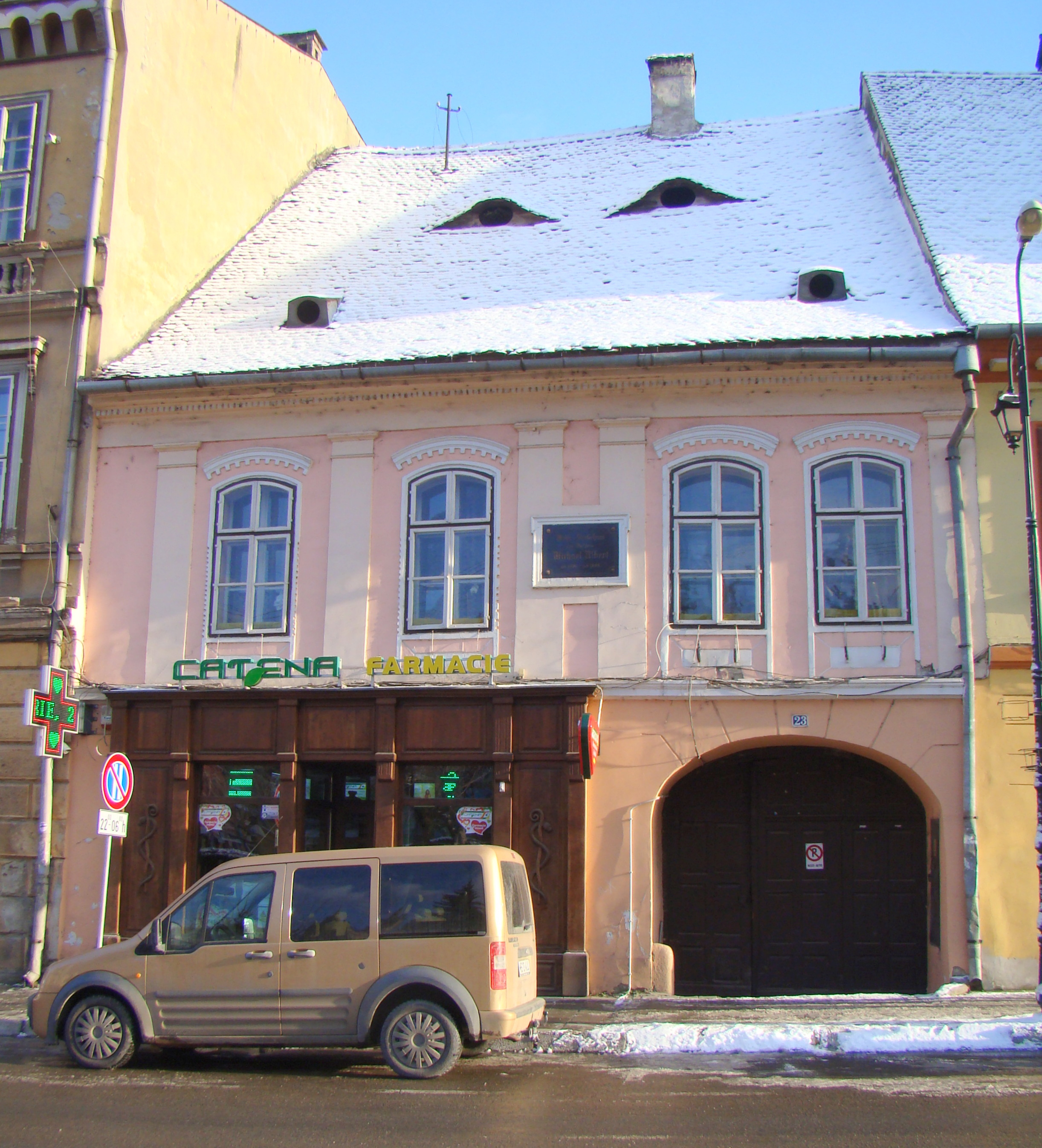
Denkmalgeschütztes Haus in Schäßburg, wo Michael Albert lebte

Als Sohn eines wohlhabenden Bauern geboren, studierte Albert nach dem Besuch des Gymnasiums in Schäßburg Evangelische Theologie, deutsche Sprache und Literatur in Jena, Berlin und Wien. Während seines Studiums wurde er 1857/58 Mitglied der Burschenschaft Teutonia Jena. Einer seiner Förderer war der Theologe Georg Gustav Roskoff. Albert arbeitete als Hauslehrer in Wien und wurde nach Ablegen seiner theologischen Examina 1860 Gymnasiallehrer im siebenbürgischen Bistritz, dann in Schäßburg am evangelischen Obergymnasium. Seine Ernennung zum Professor erhielt er 1861. Später wurde er Seminardirektor. Ab 1878 arbeitete er auch als Lehrer am Volkshochschulseminar. Seine bekanntesten Werke verfasste er in den letzten zehn Jahren seines Lebens. Sein Grab befindet sich auf dem Bergfriedhof in Schäßburg.

## Veröffentlichungen (Auswahl)
- Die Dorfschule. Hermannstadt 1869.
- Die Flandrer am Alt. 2. Auflage Leipzig 1883, 4. Auflage Hermannstadt 1923.
- Harteneck. Trauerspiel in fünf Akten. Wien, Hermannstadt 1886.
- Ulrich von Hutten. Historisches Drama in fünf Akten. Hermannstadt 1893.